# Frederik Lauesen
Frederik Lauesen (født 10. november 1972 i København) er en dansk journalist, der siden 2008 har været sportschef for TV 2.
Lauesen, der er opvokset i Kolding, blev uddannet fra Danmarks Journalisthøjskole i 1998. Han blev samme år ansat på TV2 Sporten og var bl.a. tilknyttet magasinprogrammet LPS. Senere blev han redaktionschef for TV 2 Nyhederne, inden han i 2008 blev sportschef efter at Morten Stig Christensen havde forladt TV 2.